# 2-Metoxibenzaldeído
2-Metoxibenzaldeído é o composto orgânico de fórmula C8H8O2, fórmula linear CH3OC6H4CHO, SMILES COC1=CC=CC=C1C=O e massa molecular 136,15. É um dos três isômeros de posição do metoxibenzaldeído. É irritante para pulmões, olhos e pele. Sinônimos: o-anisaldeído, orto-anisaldeído, éter salicilaldeído metílico. Apresenta densidade 1,127 g/mL a 25 °C, ponto de fusão 34-40 °C e ponto de ebulição 238 °C. Apresenta-se como um sólido amarelo a castanho brilhante. É levemente solúvel em água. É classificado com o número CAS 135-02-4, número de registro Beilstein 606301, número EC 205-171-7, número MDL MFCD00003308 e PubChem Substance ID 24846928.
Encontra-se envolvido em diversas reações enzimáticas.